# Josh Windass
Joshua Dean Windass, detto Josh (Kingston upon Hull, 9 gennaio 1994) è un calciatore inglese, centrocampista del Wrexham.

## Biografia
È il figlio dell'ex calciatore ed allenatore Dean Windass.

## Carriera
Cresciuto nel settore giovanile dell'Huddersfield Town, ha poi disputato una stagione con il club non professionistico dell'Harrogate Railway, lavorando anche come operaio edile nello stesso periodo. Il 24 luglio 2013 viene tesserato dall'Accrington Stanley, con cui resta per tre stagioni. Il 6 gennaio 2016 firma un pre-contratto con i Rangers, di durata quadriennale.
Il 9 agosto 2018 si trasferisce al Wigan, con cui firma un triennale.
Il 31 gennaio 2020 passa in prestito allo Sheffield Wednesday. Il 3 settembre seguente viene riscattato dallo Sheffield.
Dopo aver trascorso cinque stagioni e mezzo nelle file degli owls, il 23 luglio 2025 viene ufficializzato il suo passaggio al Wrexham, firmando un contratto valido fino al 2028.

## Statistiche

### Presenze e reti nei club
Statistiche aggiornate al 4 marzo 2020.
| Stagione                  | Squadra                   | Campionato                | Campionato | Campionato | Coppe nazionali | Coppe nazionali | Coppe nazionali | Coppe continentali | Coppe continentali | Coppe continentali | Altre coppe | Altre coppe | Altre coppe | Totale | Totale | Totale |
| Stagione                  | Squadra                   | Comp                      | Pres       | Reti       | Comp            | Pres            | Reti            | Comp               | Pres               | Reti               | Comp        | Pres        | Reti        | Pres   | Reti   |        |
| ------------------------- | ------------------------- | ------------------------- | ---------- | ---------- | --------------- | --------------- | --------------- | ------------------ | ------------------ | ------------------ | ----------- | ----------- | ----------- | ------ | ------ | ------ |
| 2013-2014                 | Accrington Stanley        | FL2                       | 10         | 0          | FACup+CdL       | 1+0             | 0               | -                  | -                  | -                  | FLT         | 0           | 0           | 8      | 0      |        |
| 2014-2015                 | Accrington Stanley        | FL2                       | 35         | 6          | FACup+CdL       | 3+1             | 0               | -                  | -                  | -                  | FLT         | 1           | 0           | 40     | 6      |        |
| 2015-2016                 | Accrington Stanley        | FL2                       | 30+2       | 15+1       | FACup+CdL       | 2+1             | 1+0             | -                  | -                  | -                  | FLT         | 0           | 0           | 35     | 17     |        |
| Totale Accrington Stanley | Totale Accrington Stanley | Totale Accrington Stanley | 75+2       | 21+1       |                 | 8               | 1               |                    | -                  | -                  |             | 1           | 0           | 86     | 23     |        |
| 2016-2017                 | Rangers                   | SP                        | 21         | 0          | SC+CdL          | 2+4             | 0+1             | -                  | -                  | -                  | -           | -           | -           | 27     | 1      |        |
| 2017-2018                 | Rangers                   | SP                        | 33         | 13         | SC+CdL          | 4+3             | 5+0             | UEL                | 1                  | 0                  | -           | -           | -           | 41     | 18     |        |
| lug.-ago. 2018            | Rangers                   | SP                        | 1          | 0          | SC+CdL          | 0+0             | 0               | UEL                | 4                  | 0                  | -           | -           | -           | 5      | 0      |        |
| Totale Rangers            | Totale Rangers            | Totale Rangers            | 55         | 13         |                 | 13              | 6               |                    | 5                  | 0                  |             | -           | -           | 73     | 19     |        |
| 2018-2019                 | Wigan                     | FLC                       | 39         | 5          | FACup+CdL       | 1+0             | 0               | -                  | -                  | -                  | -           | -           | -           | 40     | 5      |        |
| 2019-gen. 2020            | Wigan                     | FLC                       | 15         | 4          | FACup+CdL       | 1+0             | 0               | -                  | -                  | -                  | -           | -           | -           | 16     | 4      |        |
| Totale Wigan              | Totale Wigan              | Totale Wigan              | 54         | 9          |                 | 2               | 0               |                    | -                  | -                  |             | -           | -           | 56     | 9      |        |
| gen.-giu. 2020            | Sheffield Wednesday       | FLC                       | 3          | 2          | FACup+CdL       | -               | -               | -                  | -                  | -                  | -           | -           | -           | 3      | 2      |        |
| Totale carriera           | Totale carriera           | Totale carriera           | 187+2      | 45+1       |                 | 23              | 7               |                    | 5                  | 0                  |             | 1           | 0           | 218    | 53     |        |